# Body art

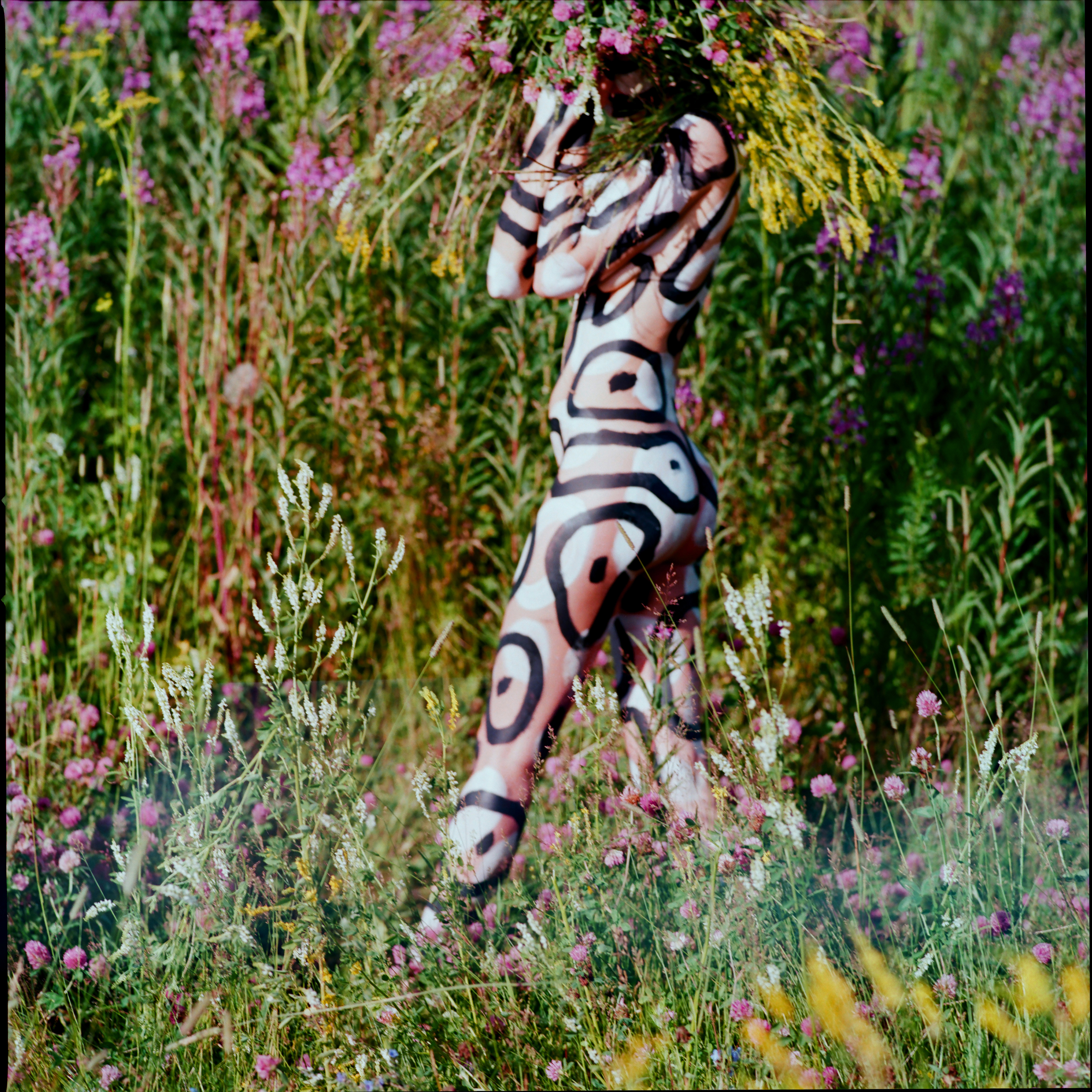
Alekszej Parygin. Posturbanism Nature. Performansz. 2017

A body art a performansz művészet egyik ága, illetve előzménye. A body artban nagyon erőltetett intimitás jelenik meg a művész és néző közötti viszonyban. Sokszor az erotikum felé halad, sokszor a megbotránkoztatás a célja. Sohasem semleges ez a viszony. A body art mindig is dramatizálja a művészi nárcizmust, és egyben az eredetiség élményével lép fel.
A művész saját teste válik a műalkotás hordozójává (más tárgyat csak ritkán von be).
Eddig is találkozhatunk számos alkalommal azzal, hogy a műalkotást azonos volt a művész testével (pl. Jackson Pollock, Yves Klein, Fontana stb.)
A body art olyat csinált, ami eladhatatlan volt, galériások nélkül közöltek. Lippard szerint a performansz a legközvetlenebb műfaj. 
A művészek saját testüket tanulmányozzák, azaz magára a művész személyére fordítják a figyelmüket a body art-ban, mely a happening tapasztalatait hasznosítja, és egyaránt foglalkozik a testtel, mint művészi anyaggal (de természetesen nem olyasféle esztétikai célból, mint a tánc vagy a pantomim), valamint azzal a lehetőséggel, hogy sámán váljék belőle, majd utóbb esetleg vezető, akár még egy politikai pártban is (mint ahogy ez Németországban Joseph Beuysnak (1921-1986), is sikerült).

## Body art művészek
- Gilbert és George
- Marina Abramovic
- Vito Acconci
- Stuart Brisley
- Chris Burden
- Bob Flanagan
- Mona Hatoum
- Yves Klein
- Piero Manzoni
- Youri Messen-Jaschin
- Bruce Nauman
- Dennis Oppenheim
- Gina Pane
- Rudolf Schwarzkogler
- Body art painting in the advertising
- Body art painting by Youri Messen-Jaschin